# 菊地舞美
菊地 舞美（きくち まいみ、1988年12月28日 - ）は、フリーアナウンサー。かつてはセント・フォースに所属していた。元東北放送アナウンサー。身長164cm。

## 人物
- 宮城県大崎市（旧・古川市）出身。仙台白百合学園中学校・高等学校、法政大学キャリアデザイン学部を卒業した。
- 兄弟は弟が1人いる。
- 高校は英語コースでカナダに1年間留学している。
- 大学卒業後の2011年、東北放送（TBC）に入社した。およそ3年後の2014年3月29日、中継レポーターで出演していた生放送のウォッチン!みやぎで退社を発表し、その後自身のツイッターやブログで報告した。
- 退社後、神奈川県に移り[1]フリーアナウンサーとして活動を開始した。2015年1月26日付でセント・フォース所属となる[2]。
- 2016年10月8日、同い年の一般男性と結婚したことをツイッターとインスタグラムで公表した。
- 2023年6月21日、第一子となる男児を出産した[3]

## 出演番組

### テレビ
- 日テレNEWS24（CS）（キャスター、2015年2月5日 - 2017年11月29日）
  - 火曜
    - 朝いちニュース
    - まーけっとNavi&ニュース
    - ストレイトニュース+（隔週）

  - 水曜
    - デイリープラネット

  - 木曜（水曜深夜からの続き）
    - さきがけニュース
- 日テレNEWS24・過去出演
  - 午後いちニュース（祝日の場合はニュース30）
  - ニュース30+ ～政治＆マーケット解説～（祝日の場合はニュース30+）
  - 新着!エクスプレス30+ ～政治＆マーケット解説～（祝日の場合は新着!エクスプレス30+）

- 楽天イーグルス 2018シーズン総集編（東北放送、2018年12月19日）[4]

### 東北放送在籍時

#### テレビ
- TBCニュース
- サンドのぼんやり〜ぬTV（名久井麻利が休みの時の代理）
- One Switch Cafe（MC、2011年10月 - 2013年3月）
- Nスタみやぎ（2013年4月 - 2013年8月、木曜・金曜）
- サンドの新春初売TV2014　(2014年1月1日)

#### ラジオ
- Pick Up!!（2011年10月 - 2013年3月、隔週担当）
- Happy Soup（2012年10月 - 2013年3月、木曜担当）
- おはようワイド Goodモーニング（2013年4月 - 2014年3月25日 月曜・火曜担当）

### 学生時代
- BSフジNEWS第16期女子大生キャスター（BSフジ、2009年1月 - 7月、水曜日担当）